# Ilie Năstase
Ilie Năstase (Bucarest, 19 luglio 1946) è un ex tennista e politico rumeno, vincitore degli US Open e del Roland Garros ed ex numero uno di classifica mondiale.

## Biografia

### Carriera sportiva
Ilie Năstase nasce a Bucarest nel 1946 figlio di un lavoratore del circolo tennistico della Banca Nazionale Rumena. Si accosta definitivamente al tennis a dodici anni dopo aver vinto il suo primo torneo nel quale riceve in regalo una nuova racchetta. Nella sua carriera, dal 1969 al 1985, ha vinto 64 titoli di singolare, 45 di doppio, 2 prove del Grande Slam, 4 edizioni del Master nel 1971, 1972, 1973 e 1975 e 2 Internazionali d'Italia. Si classificò al primo posto nella classifica ATP nel 1973 e fu il primo tennista europeo a superare il milione di dollari in vincite. Totalizzò complessivamente premi per 2.076.761 dollari.
Costituì con il connazionale Ion Țiriac una delle più forti coppie di doppio negli anni '70 a livello mondiale. Rilevanti anche le sue performance di doppista in coppia con Jimmy Connors.
Amante della bella vita, non sempre riuscì a conciliare il suo privato con la disciplina di atleta.

### Dopo il ritiro
A fine carriera si dedicò alla politica, riuscendo ad essere eletto al parlamento romeno nel 1995. Tentò infine senza successo di farsi eleggere sindaco della capitale.
Nel 1986 ha pubblicato un romanzo poliziesco, intitolato Killer in campo (titolo originale Tie-Break), ambientato nel mondo del tennis. Il romanzo è stato pubblicato in Italia nella 1987 nella collana il Giallo Mondadori con il n. 2001.

## Caratteristiche
Giocatore destro dotato di forza fisica, Năstase venne definito giocatore a tutto campo. Si caratterizzò per lo straordinario talento tecnico e la grande fantasia di gioco. Lo stesso Björn Borg dichiarò che gli riusciva difficile contrastarlo perché non sapeva mai cosa potesse fare.

## Statistiche

### Singolare

#### Vittorie (64)[1]
| Legenda                 |
| Grande Slam (2)         |
| Tornei di fine anno (5) |
| Altri tornei (57)       |

| Numero | Data              | Torneo                                               | Superficie       | Avversario in finale | Punteggio                |
| 1.     | 16 marzo 1969     | Barranquilla Open, Barranquilla                      | Terra rossa      | Jan Kodeš            | 6-4, 6-4, 8-10, 2-6, 6-3 |
| 2.     | 19 ottobre 1969   | Torneo di Denver, Denver                             | Sintetico indoor | Stan Smith           | 6-4, 6-5                 |
| 3.     | 22 febbraio 1970  | U.S. National Indoor Tennis Championships, Salisbury | Cemento indoor   | Cliff Richey         | 6-8, 3-6, 6-4, 9-7, 6-0  |
| 4.     | 22 maggio 1970    | Internazionali d'Italia, Roma                        | Terra rossa      | Jan Kodeš            | 6–3, 1–6, 6–3, 8–6       |
| 5.     | 31 gennaio 1971   | Omaha Open, Omaha                                    | Sintetico indoor | Cliff Richey         | 6-4 6-3 6-1              |
| 6.     | 13 febbraio 1971  | Richmond WCT, Richmond                               | Cemento indoor   | Arthur Ashe          | 3–6, 6–2, 6–4            |
| 7.     | 13 marzo 1971     | Hampton Grand Prix, Hampton                          | Cemento indoor   | Clark Graebner       | 7–5, 6–4, 7–6            |
| 8.     | 7 aprile 1971     | ATP Nizza, Nizza                                     | Cemento          | Jan Kodeš            | 10–8, 11–9, 6–1          |
| 9.     | 11 aprile 1971    | Monte Carlo Open, Monte Carlo                        | Terra rossa      | Tom Okker            | 3–6, 8–6, 6–1, 6–1       |
| 10.    | 16 luglio 1971    | Swedish Open, Båstad                                 | Terra rossa      | Jan Leschly          | 6–7, 6–2, 6–1, 6–4       |
| 11.    | 7 novembre 1971   | Wembley Championship, Londra                         | Cemento indoor   | Rod Laver            | 3–6, 6–3, 3–6, 6–4, 6–4  |
| 13.    | 12 dicembre 1971  | Pepsi-Cola Masters, Parigi                           | Sintetico        | Stan Smith           | 5–7, 7–6, 6–3            |
| 14.    | 15 gennaio 1972   | Baltimore Open, Baltimora                            | Cemento          | Jimmy Connors        | 1–6, 6–4, 7–6            |
| 15.    | 7 febbraio 1972   | Omaha Open, Omaha                                    | Cemento indoor   | Ion Țiriac           | 2–6, 6–1, 6–1            |
| 16.    | 2 aprile 1972     | Monte Carlo Open, Monte Carlo                        | Terra rossa      | František Pála       | 6–1, 6–0, 6–3            |
| 17.    | 22 aprile 1972    | ATP Madrid, Madrid                                   | Terra rossa      | František Pála       | 6–0, 6–0, 6–1            |
| 19.    | 29 aprile 1972    | ATP Nizza, Nizza                                     | Terra rossa      | Jan Kodeš            | 6–0, 6–4, 6–3            |
| 18.    | 31 luglio 1972    | Düsseldorf Grand Prix, Düsseldorf                    | Terra rossa      | Jürgen Fassbender    | 6–0, 6–2, 6–1            |
| 20.    | 20 agosto 1972    | Canada Open, Montréal                                | Terra rossa      | Andrew Pattison      | 6–4, 6–3                 |
| 21.    | 7 settembre 1972  | South Orange Open, South Orange                      | Cemento          | Manuel Orantes       | 6–4, 6–4                 |
| 22.    | 24 settembre 1972 | US Open, New York                                    | Erba             | Arthur Ashe          | 3–6, 6–3, 6–7, 6–4, 6–3  |
| 23.    | 24 settembre 1972 | Rainier International Tennis Classic, Seattle        | Cemento          | Tom Gorman           | 6–4, 3–6, 6–3            |
| 24.    | 24 novembre 1972  | Dewar Cup, Londra                                    | Sintetico indoor | Tom Gorman           | 6–4, 6–3                 |
| 25.    | 2 dicembre 1972   | Commercial Union Assurance Masters, Barcellona       | Sintetico indoor | Stan Smith           | 6–3, 6–2, 3–6, 2–6, 6–3  |
| 26.    | 30 gennaio 1973   | Omaha Open, Omaha                                    | Cemento indoor   | Jimmy Connors        | 5–0, ritirato            |
| 27.    | 18 febbraio 1973  | Calgary Indoor, Calgary                              | Cemento indoor   | Paul Gerken          | 6–4, 7–6                 |
| 28.    | 25 marzo 1973     | Equity Tournament, Washington                        | Sintetico indoor | Jimmy Connors        | 4-6, 6-2, 7-5, 6-2       |
| 29.    | 9 aprile 1973     | ATP Barcellona, Barcellona                           | Terra rossa      | Adriano Panatta      | 6–1, 3–6, 6–1, 6–2       |
| 30.    | 20 aprile 1973    | Monte Carlo Open, Monte Carlo                        | Terra rossa      | Björn Borg           | 6–4, 6–1, 6–2            |
| 31.    | 29 aprile 1973    | ATP Madrid, Madrid                                   | Terra rossa      | Adriano Panatta      | 6–3, 7–6, 5–7, 6–1       |
| 32.    | 6 maggio 1973     | ATP Firenze, Firenze                                 | Terra rossa      | Adriano Panatta      | 6–3, 3–6, 0–6, 7–6, 6–4  |
| 33.    | 3 giugno 1973     | Open di Francia, Parigi                              | Terra rossa      | Nikola Pilić         | 6–3, 6–3, 6–0            |
| 34.    | 8 giugno 1973     | Internazionali d'Italia, Roma                        | Terra rossa      | Manuel Orantes       | 6–1, 6–1, 6–1            |
| 35.    | 23 giugno 1973    | Queen's Club Championships, Londra                   | Erba             | Roger Taylor         | 10–8, 6–3                |
| 36.    | 21 luglio 1973    | Swiss Open Gstaad, Gstaad                            | Terra rossa      | Roy Emerson          | 6–4, 6–3, 6–3            |
| 37.    | 12 agosto 1973    | Cincinnati Open, Cincinnati                          | Cemento          | Manuel Orantes       | 5–7, 6–3, 6–4            |
| 38.    | 14 ottobre 1973   | Torneo Godó, Barcellona                              | Terra rossa      | Manuel Orantes       | 2–6, 6–1, 8–6, 6–4       |
| 39.    | 4 novembre 1973   | Paris Open, Parigi                                   | Cemento indoor   | Stan Smith           | 4–6, 6–1, 3–6, 6–0, 6–2  |
| 40.    | 8 dicembre 1973   | Commercial Union Assurance Masters, Boston           | Sintetico indoor | Tom Okker            | 6–3, 7–5, 4–6, 6–3       |
| 41.    | 8 aprile 1973     | Jamaican International Championships, Kingston       | Cemento indoor   | Brian Gottfried      | 6-1, 6-7, 6-3            |
| 42.    | 4 febbraio 1974   | Richmond WCT, Richmond                               | Sintetico indoor | Tom Gorman           | 6–2, 6–3                 |
| 43.    | 17 marzo 1974     | Washington Indoor, Washington                        | Sintetico indoor | Tom Okker            | 6–3, 6–3                 |
| 44.    | 1º giugno 1974    | British Hard Court Championships, Bournemouth        | Terra rossa      | Paolo Bertolucci     | 6–1, 6–3, 6–0            |
| 45.    | 21 settembre 1974 | Cedar Grove Open, Cedar Grove                        | Terra verde      | Juan Gisbert Sr.     | 6–4, 7–6                 |
| 46.    | 19 ottobre 1974   | Madrid Tennis Grand Prix, Madrid                     | Terra rossa      | Björn Borg           | 6–4, 5–7, 6–2, 4–6, 6–4  |
| 47.    | 20 ottobre 1974   | Torneo Godó, Barcellona                              | Terra rossa      | Manuel Orantes       | 8–6, 9–7, 6–3            |
| 48.    | 1 novembre 1974   | World Invitational Tennis Classic, Hilton Head       | Terra verde      | Björn Borg           | 7–6, 6–3                 |
| 49.    | 13 aprile 1975    | ATP Barcellona, Barcellona                           | Terra rossa      | Juan Gisbert Sr.     | 6–1, 7–5, 6–2            |
| 50.    | 20 aprile 1975    | Trofeo Lois, Valencia                                | Terra rossa      | Manuel Orantes       | 6–3, 6–0                 |
| 51.    | 27 aprile 1975    | ATP Madrid, Madrid                                   | Terra rossa      | Manuel Orantes       | 7-6, 6-1, 2-6, 6-3       |
| 52.    | 1º settembre 1975 | South Orange Open, South Orange                      | Terra verde      | Bob Hewitt           | 7–6, 6–1                 |
| 53.    | 23 ottobre 1975   | World Invitational Tennis Classic, Hilton Head       | Terra verde      | Rod Laver            | 5‐7, 7‐6, 6‐4            |
| 54.    | 7 dicembre 1975   | Commercial Union Assurance Masters, Stoccolma        | Cemento indoor   | Björn Borg           | 6–2, 6–2, 6–1            |
| 55.    | 20 gennaio 1976   | Atlanta Open, Atlanta                                | Sintetico indoor | Jeff Borowiak        | 6–2, 6–4                 |
| 56.    | 20 febbraio 1976  | U.S. National Indoor Tennis Championships, Salisbury | Sintetico indoor | Jimmy Connors        | 6–2, 6–3, 7–6            |
| 57.    | 21 febbraio 1976  | WCT Challenge Cup, Honolulu                          | Sintetico indoor | Arthur Ashe          | 6–3, 1–6, 6–7, 6–3, 6–1  |
| 58.    | 22 marzo 1976     | La Costa Open, La Costa                              | Cemento          | Jimmy Connors        | 4–6, 6–0, 6–1            |
| 59.    | 12 luglio 1976    | Pepsi Grand Slam, Myrtle Beach                       | Terra verde      | Manuel Orantes       | 6–4, 6–3                 |
| 60.    | 29 agosto 1976    | South Orange Open, South Orange                      | Terra verde      | Roscoe Tanner        | 6–4, 6–2                 |
| 61.    | 13 febbraio 1977  | Mexico City WCT, Città del Messico                   | Cemento          | Wojciech Fibak       | 4–6, 6–2, 7–6            |
| 62.    | 2 ottobre 1977    | Aix-en-Provence Open, Aix en Provence                | Terra rossa      | Guillermo Vilas      | 6–1, 7–5, rit.           |
| 63.    | 5 marzo 1978      | Miami Open, Miami                                    | Sintetico indoor | Tom Gullikson        | 6–3, 7–5                 |
| 64.    | 17 dicembre 1978  | WCT Challenge Cup, Montego Bay                       | Cemento          | Peter Fleming        | 2–6, 5–6, 6–2, 6–4, 6–4  |

#### Altri tornei (23)
La lista seguente elenca i tornei conquistati da Nastase precedenti alla creazione di un circuito professionistico e successivamente mai riconosciuti dall'ATP.
| Numero | Data           | Torneo                                            | Superficie  | Avversario in finale | Punteggio                |
| 1.     | marzo 1967     | Cannes Tournament, Cannes                         |             | Petre Marmureanu     | 7-5, 4-6, 6-2            |
| 2.     | luglio 1967    | Torneo di Travemünde, Travemünde                  |             | Jan Lesley           | 6-4, 6-3, 6-2            |
| 3.     | agosto 1967    | Romania National Championships, Bucarest          |             |                      |                          |
| 4.     | agosto 1968    | Viareggio Pro Championships, Viareggio            |             | Boro Jovanović       | 5-7, 8-6, 6-0, 6-3       |
| 5.     | settembre 1968 | Romanian International, Mamaia                    |             | John Alexander       | 6-4, 11-9, 6-2           |
| 6.     | gennaio 1969   | East India Madras, Madras                         |             | Premjit Lall         | 4-6, 6-2, 6-3, 7-5       |
| 7.     | gennaio 1969   | Indian Nationals Championships, Nuova Delhi       |             | Premjit Lall         | 6-4, 6-2, 4-6, 6-4       |
| 8.     | gennaio 1969   | Indian Gauhati Hard Court Championships, Gauhati  |             | Tadeusz Nowicki      | 6-4, 6-2, 4-6, 6-4       |
| 9.     | 23 marzo 1969  | Colombia International, Barranquilla              | Terra rossa | Jan Kodeš            | 6–4, 6–4, 8–10, 2–6, 6–3 |
| 10.    | luglio 1969    | Torneo di Travemünde, Travemünde                  |             | István Gulyás        | 6-2, 7-5, 1-6, 2-6, 6-4  |
| 11.    | luglio 1969    | Torneo di La Coruna, La Coruna                    |             | Manuel Orantes       | 4-6, 6-4, 6-2, 11-9      |
| 12.    | maggio 1970    | Naples Tournament, Napoli                         |             | Martin Mulligan      | 6-1, 4-6, 6-4, 6-3       |
| 13.    | dicembre 1970  | Torneo di Ancona, Ancona                          |             | Željko Franulović    | 6-1, 6-4                 |
| 14.    | febbraio 1971  | Torneo di Omaha, Omaha                            |             | Cliff Richey         | 6-4, 6-3, 6-1            |
| 15.    | agosto 1971    | Turkey Open, Istanbul                             |             | Andrew Pattison      | 6-4, 6-4, 11-9           |
| 16.    | luglio 1973    | Turkey Open, Istanbul                             |             | Juan Gisbert         | 6-2, 3-6, 6-3, 6-2       |
| 17.    | maggio 1974    | ATP Portland, Portland                            |             | Roger Taylor         | 4-6, 6-1, 6-4            |
| 18.    | settembre 1975 | Dutch Round Robin, Amsterdam                      |             |                      |                          |
| 19.    | ottobre 1975   | Austrian International, Graz                      |             |                      |                          |
| 20.    | dicembre 1975  | Torneo di Uppsala, Uppsala                        |             | Wojciech Fibak       | 7-6, 7-5                 |
| 21.    | settembre 1976 | Argentine Round Robin Championships, Buenos Aires |             |                      |                          |
| 22.    | settembre 1976 | Caracas Round Robin Invitation, Caracas           |             | Jimmy Connors        |                          |
| 23.    | settembre 1976 | World Star Tournament, Rotterdam                  |             | Vitas Gerulaitis     | 6-2, 6-2                 |

#### Finali perse (37)
| Legenda                 |
| Grande Slam (3)         |
| Tornei di fine anno (1) |
| Altri tornei (33)       |

| Numero | Data             | Torneo                                        | Superficie       | Avversario in finale | Punteggio               |
| 1.     | 7 novembre 1969  | Stockholm Open, Stoccolma                     | Cemento indoor   | Nikola Pilić         | 4-6, 6-4, 2-6           |
| 2.     | 23 agosto 1970   | ATP German Open, Amburgo                      | Terra rossa      | Tom Okker            | 4-6, 6-4, 2-6           |
| 3.     | 7 marzo 1971     | Macon Open, Macon                             | Cemento          | Željko Franulović    | 4-6, 5-7, 7-5, 6-3, 6-7 |
| 4.     | 6 giugno 1971    | Open di Francia, Parigi                       | Terra rossa      | Jan Kodeš            | 6-8, 2-6, 6-2, 5-7      |
| 5.     | 28 maggio 1971   | Brussels Outdoor, Bruxelles                   | Terra rossa      | Cliff Drysdale       | 0-6, 1-6, 5-7           |
| 6.     | 1º dicembre 1971 | ATP Buenos Aires, Buenos Aires                | Terra rossa      | Željko Franulović    | 3-6, 6-7, 1-6           |
| 7.     | 26 febbraio 1972 | U.S. Indoor National Championships, Salisbury | Cemento indoor   | Stan Smith           | 7-5, 2-6, 3-6, 4-6      |
| 8.     | 11 marzo 1972    | Hampton Grand Prix, Hampton                   | Cemento indoor   | Stan Smith           | 3-6, 2-6, 7-6, 4-6      |
| 9.     | 9 luglio 1972    | Torneo di Wimbledon, Londra                   | Erba             | Stan Smith           | 6-4, 3-6, 3-6, 6-4, 5-7 |
| 10.    | 22 luglio 1972   | Swedish Open, Båstad                          | Terra rossa      | Manuel Orantes       | 4-6, 3-6, 1-6           |
| 11.    | 9 marzo 1973     | Hampton Grand Prix, Hampton                   | Cemento indoor   | Jimmy Connors        | 6-4, 3-6, 5-7, 3-6      |
| 12.    | 12 maggio 1973   | British Hard Court Championships, Bournemouth | Terra rossa      | Adriano Panatta      | 8-6, 5-7, 3-6           |
| 13.    | 23 novembre 1973 | Dewar Cup, Londra                             | Sintetico indoor | Tom Okker            | 3-6, 4-6                |
| 14.    | 17 febbraio 1974 | Toronto Indoor, Toronto                       | Sintetico indoor | Tom Okker            | 3-6, 4-6                |
| 15.    | 19 marzo 1974    | Hampton Grand Prix, Hampton                   | Sintetico indoor | Jimmy Connors        | 4-6, 4-6                |
| 16.    | 14 aprile 1974   | Monte Carlo Open, Monte Carlo                 | Terra rossa      | Andrew Pattison      | 7-5, 3-6, 4-6           |
| 17.    | 1º giugno 1974   | Internazionali d'Italia, Roma                 | Terra rossa      | Björn Borg           | 3-6, 4-6, 2-6           |
| 18.    | 15 dicembre 1974 | Commercial Union Assurance Masters, Melbourne | Erba             | Guillermo Vilas      | 6-7, 2-6, 6-3, 6-3, 4-6 |
| 19.    | 15 febbraio 1975 | Swiss Indoors, Basilea                        | Sintetico indoor | Jiří Hřebec          | 6-7, 2-6, 6-3, 6-3, 4-6 |
| 20.    | 6 aprile 1975    | American Airlines Tennis Games, Tucson        | Cemento          | John Alexander       | 5-7, 2-6                |
| 21.    | 11 agosto 1975   | Louisville Open, Louisville                   | Terra rossa      | Guillermo Vilas      | 4-6, 3-6                |
| 22.    | 17 agosto 1975   | Canada Open, Montréal                         | Terra rossa      | Manuel Orantes       | 6-7, 0-6, 1-6           |
| 23.    | 31 gennaio 1976  | Baltimore WCT, Baltimora                      | Sintetico indoor | Tom Gorman           | 5-7, 3-6                |
| 24.    | 16 marzo 1976    | Hampton Grand Prix, Hampton                   | Sintetico indoor | Jimmy Connors        | 2-6, 2-6, 2-6           |
| 25.    | 5 aprile 1976    | Caracas Open, Caracas                         | Terra rossa      | Raúl Ramírez         | 3-6, 4-6                |
| 26.    | 26 aprile 1976   | Stockholm WCT, Stoccolma                      | Terra rossa      | Wojciech Fibak       | 4-6, 6(6)–7             |
| 27.    | 21 giugno 1976   | Nottingham John Player, Nottingham            | Erba             | Jimmy Connors        | ABN                     |
| 28.    | 3 luglio 1976    | Torneo di Wimbledon, Londra                   | Erba             | Björn Borg           | 6-4, 6-2, 9-7           |
| 29.    | 13 novembre 1976 | Hong Kong Open, Hong Kong                     | Cemento          | Ken Rosewall         | 6-1, 4-6, 6-7, 0-6      |
| 30.    | 21 marzo 1977    | ABN AMRO World Tennis Tournament, Rotterdam   | Sintetico indoor | Dick Stockton        | 6-2, 3-6, 3-6           |
| 31.    | 25 aprile 1977   | Virginia Beach Open, Virginia Beach           | Cemento          | Guillermo Vilas      | 2-6, 6-4, 2-6           |
| 32.    | 25 aprile 1978   | Houston Open, Houston                         | Terra rossa      | Brian Gottfried      | 6-3, 2-6, 1-6           |
| 33.    | 16 luglio 1978   | WCT Invitational, Forest Hills                | Terra verde      | Vitas Gerulaitis     | 2-6, 0-6                |
| 34.    | 15 ottobre 1978  | Torneo Godó, Barcellona                       | Terra rossa      | Balázs Taróczy       | 6-1, 5-7, 6-4, 3-6, 4-6 |
| 35.    | 19 agosto 1979   | ATP Cleveland, Cleveland                      | Cemento          | Stan Smith           | 6-7, 5-7                |
| 36.    | 22 marzo 1981    | Lorraine Open, Nancy                          | Sintetico indoor | Pavel Složil         | 2-6, 5-7                |
| 37.    | 29 novembre 1981 | Bologna Indoor, Bologna                       | Sintetico indoor | Sandy Mayer          | 5-7, 3-6                |

### Doppio

#### Vittorie (3)
| Anno | Torneo          | Compagno      | Avversario in finale         | Punteggio                  |
| 1970 | Open di Francia | Ion Țiriac    | Arthur Ashe Charles Pasarell | 6-2, 6-4, 6-3              |
| 1973 | Wimbledon       | Jimmy Connors | John Cooper Neale Fraser     | 3-6, 6-3, 6-4, 8-9(3), 6-1 |
| 1975 | US Open         | Jimmy Connors | Tom Okker Marty Riessen      | 6-4, 7-6                   |

#### Finali perse (2)
| Anno | Torneo          | Compagno      | Avversario in finale          | Punteggio               |
| 1966 | Open di Francia | Ion Țiriac    | Clark Graebner Dennis Ralston | 6-3, 6-3, 6-0           |
| 1973 | Open di Francia | Jimmy Connors | John Newcombe Tom Okker       | 6-1, 3-6, 6-3, 5-7, 6-4 |

### Documentari
- Nasty, film-documentario, regia di Tudor Giurgiu (2024)[1]